# Cap-Pelé
Pour les articles homonymes, voir cap et pelé (homonymie).

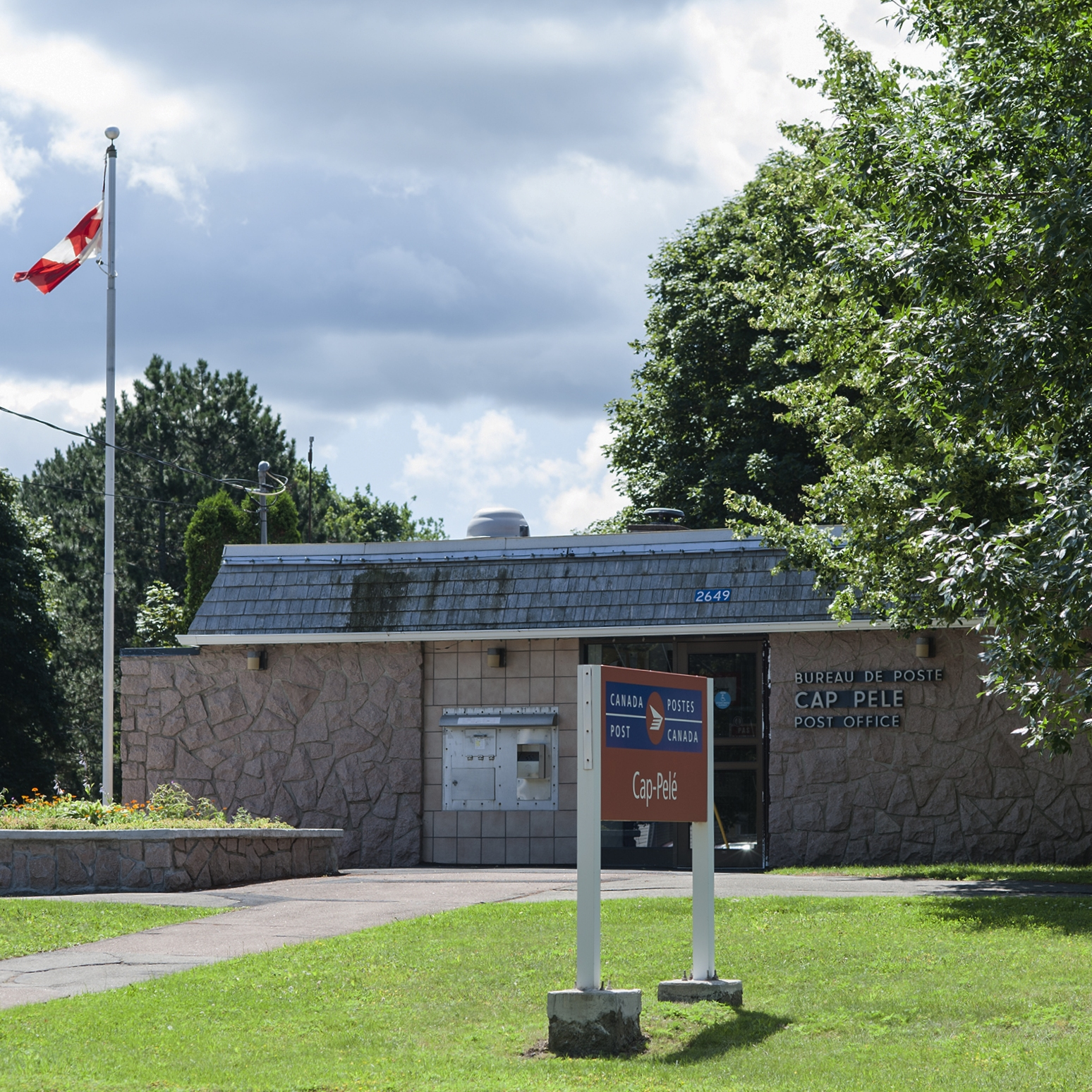
Le bureau de poste de Cap-Pelé.

Cap-Pelé (prononciation: /ka.pə.le/) est un ancien village du Nouveau-Brunswick au Canada, située dans le comté de Westmorland. Le 1er janvier 2023, il est intégré dans la nouvelle ville de Cap-Acadie.

## Toponyme
C'est en 1684 qu'apparaissent des établissements fondés par les Acadiens. Plusieurs noms successifs désigneront cet endroit : Cap-au-Harang, Cap-Hareng, Cap-Herring, Cap-Héron, C. Scott et Cap-à-Lee. Cap-Pelé, du nom d'un cap situé à proximité, est fondé en 1804 et devient un village en 1969. Le nom officiel du village, qui était auparavant Village de Cap Pele, fut changé en Cap-Pelé le 9 septembre 2009.

## Géographie

### Situation

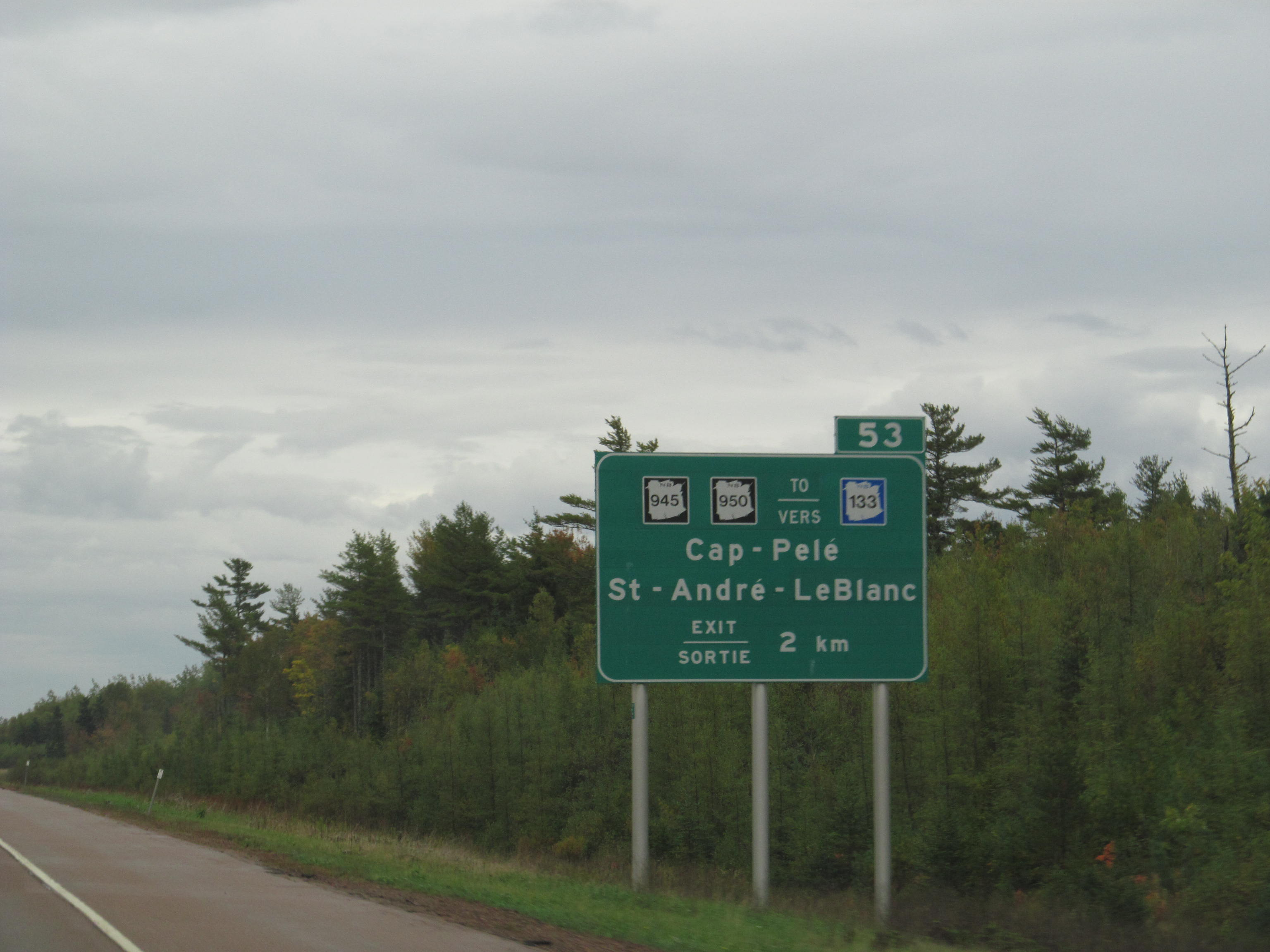
Panneau routier indiquant la direction de Cap-Pelé et Saint-André-Leblanc.

Cap-Pelé est situé à 50 kilomètres à l'est de Moncton, au centre du pays de Cap-Pelé. Le village a une superficie de 23,78 km2.
Cap-Pelé est situé sur la rive sud du détroit de Northumberland et est enclavé dans Beaubassin-Est.
Le village est généralement considéré comme faisant partie de l'Acadie.

### Géologie
Le sous-sol de Cap-Pelé est composé principalement de roches sédimentaires du groupe de Pictou datant de l'époque géologique Pennsylvanien (entre 300 et 311 millions d'années).

## Histoire
Royaume-Uni de Grande-Bretagne et d'Irlande (1801-1867)

Cap-Pelé est situé dans le territoire historique des Micmacs, plus précisément dans le district de Pigtogeoag ag Epegoitnag, aussi appelé Pictou, qui comprend une bonne partie du littoral du détroit de Northumberland, y compris l'Île-du-Prince-Édouard. Ce district, tout comme celui d'Esgigeoag, était sous l'autorité d'Onamag, autrement dit de l'île du Cap-Breton, et n'avait même parfois aucun chef.
Cap-Pelé est fondé en 1780. Les premiers colons, appartenant à la famille LeBlanc, sont arrivés à partir de 1804 en provenance de Saint-Anselme (village fusionné plus tard dans la ville de Dieppe). Ils s'installèrent sur les rives de la petite rivière Tidiche, non loin de son embouchure. La mission Sainte-Thérès-d'Avila de Chimougoui est déplacée à Cap-Pelé en 1826, après la destruction de la chapelle de cet endroit dans un incendie. Cap-Pelé est alors une mission de Barachois.
Les pionniers de Cap-Pelé, agriculteurs, mirent en valeur les marais côtiers avec des aboiteaux, les dunes littorales servant de digues naturelles. À partir des années 1840, des concessions furent accordées dans l'intérieur des terres. La construction de l'église Sainte-Thérès-d'Avila commence en 1845 et les travaux se terminent en 1848. Cap-Pelé devient la paroisse mère des missions de Port-Elgin, Melrose et Chimougoui, qui finissent par être érigées en paroisses en 1916.
Un premier bureau de poste est ouvert en 1880.
Le pont des Moïse est construit sur la rivière Tidiche en 1949; il est alors en bois. L'église actuelle est construite en 1965.
Cap-Pelé est constitué en municipalité le 5 novembre 1969. L'école Donat-Robichaud est inaugurée en 1977. Le pont des Moïse, sur la rivière Tidiche, est reconstruit en béton armé en 1982. Cap-Pelé accueille la 4e finale des Jeux de l'Acadie en 1983. La bibliothèque publique est inaugurée le 22 décembre 2009. En 2012, des présumées victimes d'agressions sexuelles de la part du curé Camille Léger, mort en 1990, demandent que l'aréna municipal, portant son nom, soit renommé en aréna de Cap-Pelé. Le conseil municipal propose d'abord la tenue d'un plébiscite à ce sujet à l'occasion de l'élection municipale du 14 mai suivant mais, après quelques minutes de délibérations lors d'une réunion extraordinaire le 12 mars 2012, la décision est prise d'enlever l'affiche le lendemain; les pompiers du village enlèvent en fait l'affiche quelques minutes plus tard.

## Démographie
Le village comptait 2279 habitants en 2006, soit une hausse de 0,6 % en 5 ans. Il y avait alors en tout 880 ménages dont 750 familles. Les ménages comptaient en moyenne 2,6 personnes tandis que les familles comptaient en moyenne 2,7 personnes. Les ménages étaient composés de couples avec enfants dans 26,1 % des cas, de couples sans enfants dans 37,5 % des cas et de personnes seules dans 16,5 % des cas alors que 18,8 % des ménages entraient dans la catégorie autres (familles monoparentales, colocataires, etc.). 70,0 % des familles comptaient un couple marié, 15,3 % comptaient un couple en union libre et 14,7 % étaient monoparentale. L'âge médian était de 44,5 ans, comparativement à 41,5 ans pour la province. 87,0 % de la population était âgée de plus de 15 ans, comparativement à 83,8 % pour la province. Les femmes représentaient 50,4 % de la population, comparativement à 51,3 % pour la province. Chez les plus de 15 ans, 29,5 % étaient célibataires, 54,8 % étaient mariés, 3,8 % étaient séparés, 4,3 % étaient divorcés et 7,3 % étaient veufs. De plus, 9,6 % vivaient en union libre.
En ce qui concerne la population, Cap-Pelé se classe au 66e rang de la province.
| 1981  | 1986  | 1991  | 1996  | 2001  | 2006  | 2011  | 2016  |
| ----- | ----- | ----- | ----- | ----- | ----- | ----- | ----- |
| 2 222 | 2 261 | 2 181 | 2 242 | 2 266 | 2 279 | 2 256 | 2 425 |

| 2021  | - | - | - | - | - | - | - |
| ----- | - | - | - | - | - | - | - |
| 2 441 | - | - | - | - | - | - | - |

| Évolution des langues maternelles (en %) | Légende                                                         |
| ---------------------------------------- | --------------------------------------------------------------- |
|                                          | - Français - Anglais - Anglais et français - Autre(s) langue(s) |
| Sources,:                                |                                                                 |

## Administration

Évolution territoriale de la paroisse de Shédiac après 1966.

### Conseil municipal
Le conseil municipal est formé d'une mairesse et de cinq conseillers. Le conseil précédent est formé à la suite de l'élection du 12 mai 2008. Le conseil municipal actuel est élu lors de l'élection quadriennale du 14 mai 2012. Le conseiller André Leblanc meurt le 23 décembre 2012. Une élection partielle a donc lieu le 13 mai suivant et Gérard Joseph Landry l'emporte. Le conseil municipal actuel est élu lors de l'élection quadriennale du 10 mai 2016.
Anciens conseils municipaux
| Mandat      | Fonctions              | Nom(s)                                                                                  |
| ----------- | ---------------------- | --------------------------------------------------------------------------------------- |
| 2008 - 2012 | Mairesse               | Debbie Dodier                                                                           |
| 2008 - 2012 | Conseillers municipaux | Hector Cormier, Hector R. Doiron, Mathieu Fougère, Norbert J. Gaudet, Éliza A. Leblanc. |

| Mandat      | Fonctions              | Nom(s)                                                                                  |
| ----------- | ---------------------- | --------------------------------------------------------------------------------------- |
| 2012 - 2016 | Mairesse               | Debbie Dodier                                                                           |
| 2012 - 2016 | Conseillers municipaux | Hector Cormier, Hector R. Doiron, Gérard Joseph Landry, Éliza A. Leblanc et Serge Léger |

| Période                                  | Période | Identité        | Étiquette | Qualité            |
| ---------------------------------------- | ------- | --------------- | --------- | ------------------ |
| Les données manquantes sont à compléter. |         |                 |           |                    |
| 1969                                     |         | Omer Brun       |           |                    |
| 1974                                     | 1977    | Léo Leblanc     |           |                    |
| 1977                                     | 1988    | Léon Richard,   |           | Travailleur social |
| 1989                                     | 1995    | Ovila J. Doiron |           |                    |
| 1995                                     | 1998    | Francis Goguen  |           |                    |
| 1998                                     | 2008    | Normand Vautour |           |                    |
| 2008                                     | 2016    | Debbie Dodier   |           |                    |
| 2016                                     | présent | Serge Léger     |           |                    |

### Commission de services régionaux
Cap-Pelé fait partie de la Région 7, une commission de services régionaux (CSR) devant commencer officiellement ses activités le 1er janvier 2013. Cap-Pelé est représenté au conseil par son maire. Les services obligatoirement offerts par les CSR sont l'aménagement régional, la gestion des déchets solides, la planification des mesures d'urgence ainsi que la collaboration en matière de services de police, la planification et le partage des coûts des infrastructures régionales de sport, de loisirs et de culture; d'autres services pourraient s'ajouter à cette liste.

### Représentation et tendances politiques
Cap-Pelé est membre de l'Association francophone des municipalités du Nouveau-Brunswick.
 Nouveau-Brunswick: Cap-Pelé fait partie de la circonscription provinciale de Shediac—Cap-Pelé, qui est représentée à l'Assemblée législative du Nouveau-Brunswick par Victor Boudreau, du Parti libéral. Il fut élu en 2004 et réélu en 2006 et en 2010.
 Canada: Cap-Pelé fait partie de la circonscription fédérale de Beauséjour. Cette circonscription est représentée à la Chambre des communes du Canada par Dominic LeBlanc, du Parti libéral.

## Économie
Entreprise Sud-Est, membre du Réseau Entreprise, a la responsabilité du développement économique.
Comme tous les villages côtiers du littoral acadien, l'économie de Cap-Pelé est tournée vers la pêche (homard, hareng, pétoncle) et les produits dérivés (conserveries de homard, fumeries de hareng appelées boucanières, usines de transformation de fruits de mer).
Le tourisme joue aussi un rôle non négligeable avec la plage de l'Aboiteau, longue de 2,5 km.
Il y a une succursale de la Caisse populaire Sud-Est, basée à Shédiac et membre d'UNI Coopération financière.

## Vivre à Cap-Pelé
L'école Donat-Robichaud accueille les élèves de la maternelle à la 8e année. C'est une école publique francophone faisant partie du district scolaire #11. Il y a aussi une bibliothèque publique.
Cap-Pelé possède un poste d'Ambulance Nouveau-Brunswick, une caserne de pompiers et un bureau de poste.
Le village possède un poste de la Gendarmerie royale du Canada. Il dépend du district 4, dont le bureau principal est situé à Shédiac.
L'église Sainte-Thérèse-d'Avila est une église catholique romaine faisant partie de l'archidiocèse de Moncton.
Les francophones bénéficient du quotidien L'Acadie nouvelle, publié à Caraquet, ainsi que des hebdomadaires L'Étoile, de Dieppe, et Le Moniteur acadien, de Shédiac. Les anglophones bénéficient quant à eux des quotidiens Telegraph-Journal, publié à Saint-Jean et Times & Transcript, de Moncton.

### Logement
Le village comptait 973 logements privés en 2006, dont 880 occupés par des résidents habituels. Parmi ces logements, 85,2 % sont individuels, 2,3 % sont jumelés, 2,3 % sont en rangée, 3,4 % sont des appartements ou duplex et 5,7 % sont des immeubles de moins de cinq étages. Enfin, 1,1 % des logements entrent dans la catégorie autres, tels que les maisons-mobiles. 77,3 % des logements sont possédés alors que 22,7 % sont loués. 74,4 % ont été construits avant 1986 et 9,7 % ont besoin de réparations majeures. Les logements comptent en moyenne 6,7 pièces et 0,0 % des logements comptent plus d'une personne habitant par pièce. Les logements possédés ont une valeur moyenne de 127 119 $, comparativement à 119 549 $ pour la province.

## Culture

### Langues
Selon la Loi sur les langues officielles, Cap-Pelé est officiellement francophone puisque moins de 20 % de la population parle l'anglais.

### Personnalités
- Fernand Arsenault, ancien professeur de l'Université de Moncton, membre de l'ordre du Canada;
- Régis Brun, (1937-2015), archiviste et historien, né à Cap-Pelé;
- Placide Gaudet (1850-1930), instituteur, journaliste, généalogiste, historien et fonctionnaire, né à Cap-Pelé;
- Patrice Cormier, né en 1990 à Cap-Pelé, joueur de hockey sur glace;
- Joseph Landry (1922-2008), homme d'affaires et sénateur;
- Azor Leblanc (1927-) est un homme d'affaires et un homme politique né à Cap-Pelé;
- Armand Robichaud, né en 1950 à Cap-Pelé, urbaniste et écrivain;
- Valéry Vienneau, né en 1947 à Cap-Pelé, évêque de Bathurst de 2002 à 2012 et archevêque de Moncton depuis cette année.
- Camille Léger, prêtre pédophile, objet du documentaire Le Silence, réalisé par Renée Blanchar, 2020[38]

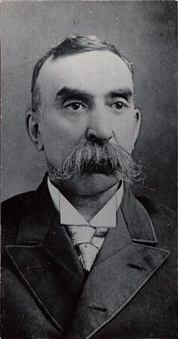
Placide Gaudet, (1850-1930), historien et généalogiste acadien.
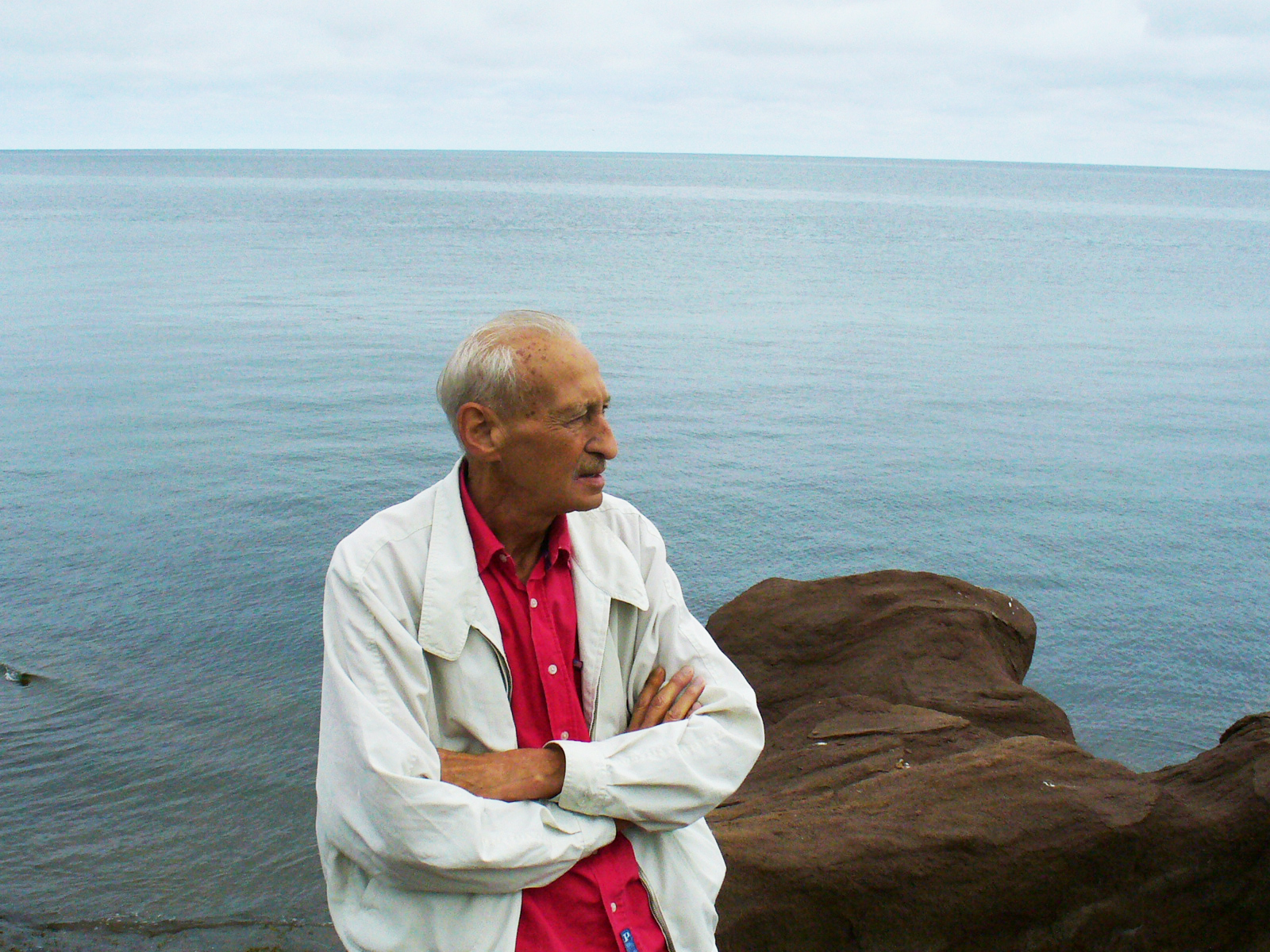
Régis Brun,(1937-2015), historien et écrivain acadien.
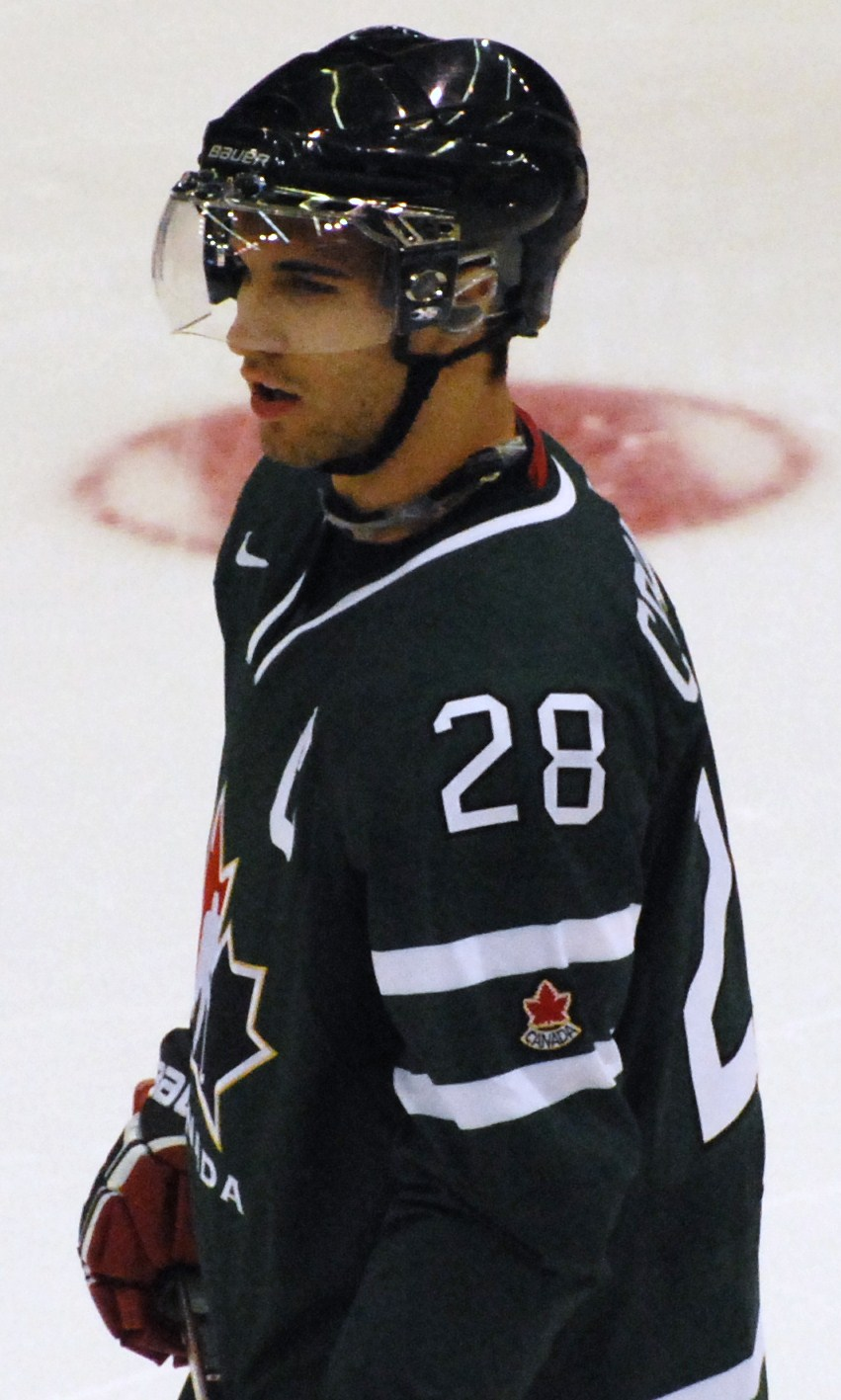
Patrice Cormier, (né en 1990), joueur de hockey sur glace.

### Architecture et monuments
L'église du village a la forme d'un bateau et possède la surface de vitraux la plus grande dans les provinces maritimes.

### Activités
Au niveau de la culture et des loisirs, ce village acadien bourdonne d'activités diverses. Pendant l'été, les touristes peuvent choisir de se retrouver parmi les plus belles plages en Atlantique. À la plage Aboiteau, les gens peuvent marcher dans la nature; louer des chalets et déguster la nourriture locale.

### Cap-Pelé dans la culture
La chanson C.B. Buddie du groupe 1755 mentionne Cap-Pelé. Le village est aussi mentionné dans le recueil de poésie La terre tressée, de Claude Le Bouthillier.
L'histoire du livre de Régis Brun La Mariecomo se produit surtout à Bas Cap-Pelé, au "village des Borgittes".

### Jumelages
- Charron (France), depuis 1982[41]
- Broussard (États-Unis) (de 1984 à 1985)[42]

### Ouvrages spécialisés
- Régis Brun, La Mariecomo : roman, Moncton, Éditions Perce-Neige (réimpr. 1986) (1re éd. 1974) (ISBN 978-2-922992-27-4)
- Régis Brun, Les bâtiments anciens de la Mer Rouge, Moncton, M. Henry, 1988, 172 p.
- Régis Brun et Ronnie-Gilles Leblanc (collaborateur), Histoire de Cap-Pelé, 1804-2004 : passé d'une communauté dynamique en Acadie, Cap-Pelé, 2005, 473 p. (ISBN 2-9808884-0-0)

### Ouvrages généraux
- (en) William F. Ganong, A Monograph of the Origins of the Settlements in New Brunswick, Ottawa, J. Hope, 1904, 185 p.
- (en) Alan Rayburn, Geographical Names of New Brunswick, Ottawa, Énergie, Mines et Ressources Canada, 1975